# Mercedes McNab
Mercedes Alicia McNab (Vancouver, 14 de março de 1980) é uma atriz canadense mais conhecida por sua participação no seriado Buffy the Vampire Slayer (1997-2001) e no spinoff do mesmo, Angel (2001-2004). Ela também é conhecida por interpretar a pretensiosa Amanda Buckman em Addams Family Values (1993), e Misty nos filmes de terror Hatchet (2006) e Hatchet II (2010).

## Primeiros anos
McNab é filha única do ex-jogador de futebol inglês Bob McNab. Nascida e criada em Vancouver, Colúmbia Britânica, no Canadá, ela se mudou com os pais para Los Angeles aos nove anos. Como já queria ser atriz, sua família lhe arrumou um empresário. 
Aos 10 anos, Mercedes conseguiu seu primeiro papel, aquele que provavelmente a tornou conhecida mundialmente: interpretou uma jovem escoteira no filme A Família Addams, sucesso de 1991. Mais tarde, ela até conseguiu um papel similar como Amanda na sequência, A Família Addams II (1993).
Mas o papel pelo qual é mais famosa é sua participação recorrente, durante quatro anos, como Harmony Kendall, a ingênua amiga de Cordelia Chase em Buffy the Vampire Slayer (1996), e mais tarde no spinoff Angel (1999), como convidada em 2001 e, posteriormente, passando a fazer parte do elenco regular na temporada final de 2003-2004.

## Carreira
McNab recebeu seu primeiro papel notável em 1991, quando apareceu como uma escoteira vendedora de biscoitos em The Addams Family. Ela então recebeu um papel de maior destaque na sequência Addams Family Values, de 1993, na qual interpretou uma campista esnobe chamada Amanda Buckman. O próximo trabalho importante de McNab veio em 1997, quando ela foi escalada para um papel recorrente na série Buffy the Vampire Slayer no The WB. McNab interpretou Harmony Kendall, uma insípida estudante colegial popular que acaba se tornando uma vampira. Ela apareceu em 16 episódios ao longo de quatro anos. McNab reprisou esse papel quando foi escalada para o spinoff Angel, protagonizado por David Boreanaz. Ela passou a fazer parte do elenco regular do programa durante a última temporada da série, que foi ao ar entre 2003 e 2004. 
Desde o cancelamento de Angel, McNab fez participações especiais em outras séries populares, como O Toque de um Anjo, Boston Public, Crossing Jordan, Dawson's Creek, Walker, Texas Ranger, Psych e Supernatural. Em 2006, ela fez parte do elenco principal do filme de terror Hatchet, dirigido por Adam Green. Mais tarde, apareceu brevemente na sequência Hatchet II (2010) e desde então desempenhou papéis em vários filmes de terror direto para DVD, como Dark Reel e Thirst, bem como no telefilme Vipers, no qual contracenou com Tara Reid.
Em 2006, posou nua para a edição americana da revista Playboy.

## Vida pessoal
McNab e Mark Henderson, co-fundador do Crescent Hotel em São Francisco, se casaram em 12 de maio de 2012 em La Paz, México, em cerimônia reservada à família e amigos. A vocalista da banda Boomkat, Taryn Manning, estava entre os 80 convidados que participaram do evento das núpcias. O casal tem um filho, Vaunne Sydney Henderson, que nasceu em 25 de fevereiro de 2013.

## Filmografia

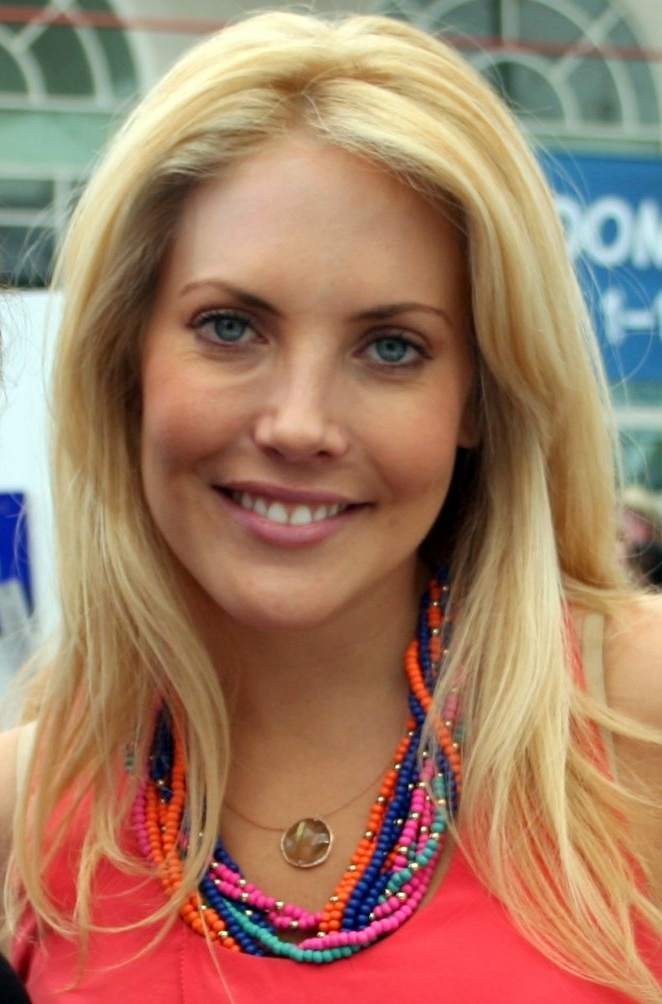
Mercedes McNab em 2011.

### Cinema
| Ano  | Título                                  | Personagem       | Notas                 |
| ---- | --------------------------------------- | ---------------- | --------------------- |
| 1991 | The Addams Family                       | Garota escoteira |                       |
| 1993 | Addams Family Values                    | Amanda Buckman   |                       |
| 1994 | The Fantastic Four                      | Sue Storm jovem  |                       |
| 1994 | Savage Land                             | Hanna Morgan     |                       |
| 1997 | Escape To Atlantis                      | Claudia Spencer  | Telefilme             |
| 2000 | White Wolves III: Cry of the White Wolf | Pamela           |                       |
| 2001 | Beer Money                              | Echo Olvera      | Telefilme             |
| 2006 | Miles From Home                         | Ginger           |                       |
| 2007 | Hatchet                                 | Misty            |                       |
| 2007 | The Pink Conspiracy                     | Jamie            | Direto em DVD         |
| 2008 | Dark Reel                               | Tara Leslie      | Direto em DVD         |
| 2008 | Vipers                                  | Georgie          | Telefilme             |
| 2008 | XII                                     | Vicki            | Direto em DVD         |
| 2010 | Thirst                                  | Arethia          | Direto em DVD         |
| 2010 | Medium Raw: Night of the Wolf           | Gillian Garvey   | Direto em DVD         |
| 2010 | Hatchet II                              | Misty            | Participação especial |
| 2011 | Glass Heels                             | Carla            | Telefilme             |

### Televisão
| Ano       | Título                              | Personagem      | Notas                                                                        |
| --------- | ----------------------------------- | --------------- | ---------------------------------------------------------------------------- |
| 1992      | Harry and the Hendersons            | Lisa            | Episódio: "The Genius"                                                       |
| 1994      | The Adventures of Brisco County, Jr | Shannon Trahern | Episódio: "Brooklyn Dodgers"                                                 |
| 1995      | Diagnosis: Murder                   | Christy         | Episódio: "My Baby Is Out of this World"                                     |
| 1997–2001 | Buffy the Vampire Slayer            | Harmony Kendall | Papel recorrente, 16 episódios                                               |
| 1997      | Smart Guy                           | Toukie          | Episódio: "Big Picture"                                                      |
| 1998      | USA High                            | Denise Miller   | Episódio: "Date Auction"                                                     |
| 1998      | Touched by an Angel                 | Jill            | Episódio: "Last Dance"                                                       |
| 2001      | Walker, Texas Ranger                | Heather Preston | Episódio: "6 Hours"                                                          |
| 2002      | Dawson's Creek                      | Grace           | Episódio: "Downtown Crossing"                                                |
| 2002      | Boston Public                       | Mickey Tanner   | Episódio: "Chapter Thirty-Eight"                                             |
| 2004      | Run of the House                    | Katie           | Episódio: "Undercover Brother"                                               |
| 2001–2004 | Angel                               | Harmony Kendall | Papel convidado (2ª temporada), papel principal (5ª temporada), 17 episódios |
| 2007      | Crossing Jordan                     | Natalie         | Episódio: "In Sickness & in Health "                                         |
| 2007      | Supernatural                        | Lucy            | Episódio: "Fresh Blood"                                                      |
| 2007      | Reaper                              | Holly           | Episódio: "Love, Bullets and Blacktop"                                       |
| 2009      | Psych                               | Viki            | Episódio: "Daredevils!"                                                      |
| 2009      | Criminal Minds                      | Brooke          | Episódio: "Cold Comfort"                                                     |